# بطولة هاله المفتوحة
جيري ويبر المفتوحة هي بطولة كرة مضرب تقام سنوياً في هاله شمال الراين وستفاليا الألمانية. أنطلقت البطولة في عام 1991 وتلعب البطولة على الأراضي العشبية وتندرج تحت قائمة بطولات رابطة محترفي كرة المضرب 250 نقطة.
يتسع الملعب الرئيسي للبطولة 12300 مقعداً وله أيضاً سقف متحرك يمكن اغلاقه خلال 88 ثانية حتى تستمر المباريات عندما يكون هنالك أمطار، ويوجد في المجمع الذي يحتوي على الملعب نشاطات عديدة أخرى غير كرة المضرب حيث توجد ملاعب أخرى لرياضات مختلفة ككرة اليد وكرة السلة وكرة الطائرة والملاكمة والحفلات الموسيقية.
ويعتبر اللاعب الأكثر حصولاً على بطولة هاله هو السويسري روجر فيدرير الذي فاز بها ثمانية مرات منها أربع مرات على التوالي من عام 2003 وحتى 2006 والمرة الخامسة كانت في 2008، وفاز بها ثلاثة مرات متتالية ( 2013 , 2014 , 2015 ) وكان فيدرير قد انسحب من البطولة في عام 2009 مشيراً إلى أنه مرهق من مشاركته في بطولة فرنسا المفتوحة.
في عام 2010 وصل فيدرير إلى المباراة النهائية للمرة السادسة لكنه انهزم أمام الأسترالي ليتون هيويت بمجموعتين لواحدة.